# فهرست استانداران تهران
این فهرست اسامی استانداران استان تهران، (از سال تشکیل استان در سال ۱۳۵۷ تاکنون) می‌باشد.

## دوره نخست استانداری
- محمود محمود: ۲۷ مهر ۱۳۲۵[۱] تا اواخر ۱۳۲۵
- علی‌اکبر موسوی‌زاده: مهر ۱۳۲۶ تا ؟

…
- عماد ممتاز: ۱۳ شهریور ۱۳۳۲[۲] تا ؟

…
- محسن رئیس: ۱۷ تیر ۱۳۴۳[۳] تا ۱۳۴۳
- سید ضیاءالدین شادمان: ۱۲ اردیبهشت ۱۳۴۴[۴] تا ؟

## فهرست
| ر. | نام                         | نگاره  | شروع           | پایان          | دولت             | رئیس دولت        | م.     |
| -- | --------------------------- | ------ | -------------- | -------------- | ---------------- | ---------------- | ------ |
| ۱  | حمید زاهدی                  |        | ۲۱ آبان ۱۳۵۷   | بهمن ۱۳۵۷      | شریف‌امامی ۳      | شریف‌امامی        | [ ۵ ]  |
| ۱  | حمید زاهدی                  | ازهاری | ۲۱ آبان ۱۳۵۷   | بهمن ۱۳۵۷      | ازهاری           |                  |        |
| ۱  | حمید زاهدی                  | بختیار | ۲۱ آبان ۱۳۵۷   | بهمن ۱۳۵۷      | بختیار           |                  |        |
| ۲  | حسین اخوان ملایری           |        | ۱ اسفند ۱۳۵۷   | ۲۸ خرداد ۱۳۵۸  | موقت             | بازرگان          |        |
| ۳  | محمدمهدی عباسی              |        | ۲۸ خرداد ۱۳۵۸  | ۲۰ دی ۱۳۵۸     | موقت             | بازرگان          | .      |
| ۳  | محمدمهدی عباسی              | موقت   | ۲۸ خرداد ۱۳۵۸  | ۲۰ دی ۱۳۵۸     | بهشتی            |                  |        |
| ۴  | حبیب جریری                  | موقت   |                | ۲۰ دی ۱۳۵۸     | ۱۸ خرداد ۱۳۵۹    | بنی‌صدر           |        |
| ۵  | محمدحسن نجفی                | موقت   |                | ۱۳۵۹           | ۱۳۵۹             | بنی‌صدر           |        |
| ۶  | محمد سپهری راد              | موقت   |                | ۴ تیر ۱۳۵۹     | ۲۵ خرداد ۱۳۶۰    | بنی‌صدر           | .      |
| ۶  | محمد سپهری راد              | نخست   | رجایی          | ۴ تیر ۱۳۵۹     | ۲۵ خرداد ۱۳۶۰    |                  |        |
| —  | محمود صانعی‌پور سرپرست       | نخست   | رجایی          |                | ۱۳۶۰             | ۶ بهمن ۱۳۶۰      | .      |
| —  | محمود صانعی‌پور سرپرست       | دوم    | باهنر          |                | ۱۳۶۰             | ۶ بهمن ۱۳۶۰      |        |
| —  | محمود صانعی‌پور سرپرست       | موقت   | مهدوی کنی      |                | ۱۳۶۰             | ۶ بهمن ۱۳۶۰      |        |
| —  | محمود صانعی‌پور سرپرست       | سوم    | موسوی          | .              | ۱۳۶۰             | ۶ بهمن ۱۳۶۰      |        |
| ۷  | حسن حاجی‌لاری                | سوم    | موسوی          |                | ۶ بهمن ۱۳۶۰      | ۱۳۶۲             |        |
| ۸  | محمدنبی حبیبی               | سوم    | موسوی          |                | ۸ خرداد ۱۳۶۲     | ۱۷ دی ۱۳۶۲       |        |
| ۹  | حسین طاهری                  | سوم    | موسوی          |                | ۱۹ دی ۱۳۶۲       | ۲۰ اردیبهشت ۱۳۷۳ | .      |
| ۹  | حسین طاهری                  | چهارم  | موسوی          |                | ۱۹ دی ۱۳۶۲       | ۲۰ اردیبهشت ۱۳۷۳ |        |
| ۹  | حسین طاهری                  | پنجم   | هاشمی          |                | ۱۹ دی ۱۳۶۲       | ۲۰ اردیبهشت ۱۳۷۳ |        |
| ۹  | حسین طاهری                  | ششم    | هاشمی          | .              | ۱۹ دی ۱۳۶۲       | ۲۰ اردیبهشت ۱۳۷۳ |        |
| —  | سید محمدرضا رضازاده سرپرست  | ششم    | هاشمی          |                | ۲۰ اردیبهشت ۱۳۷۳ | ۱۹ تیر ۱۳۷۳      | [ ۶ ]  |
| ۱۰ | سید جلیل سیدزاده            | ششم    | هاشمی          |                | ۱۹ تیر ۱۳۷۳      | ۶ شهریور ۱۳۷۶    | [ ۷ ]  |
| —  | حسن خلیلیان سرپرست          |        | ۶ شهریور ۱۳۷۶  | ۱۶ مهر ۱۳۷۶    | هفتم             | خاتمی            |        |
| ۱۱ | سید محمدرضا آیت‌اللهی        |        | ۱۶ مهر ۱۳۷۶    | ۱ مرداد ۱۳۸۰   | هفتم             | خاتمی            |        |
| —  | ابراهیم رضایی بابادی سرپرست |        | ۱ مرداد ۱۳۸۰   | ۲ آبان ۱۳۸۰    | هفتم             | خاتمی            | [ ۸ ]  |
| ۱۲ | علی‌اکبر رحمانی              |        | ۲ آبان ۱۳۸۰    | ۲۰ شهریور ۱۳۸۴ | هشتم             | خاتمی            | [ ۹ ]  |
| ۱۳ | کامران دانشجو               |        | ۲۰ شهریور ۱۳۸۴ | ۱۴ مهر ۱۳۸۷    | نهم              | احمدی‌نژاد        | [ ۱۰ ] |
| ۱۴ | مرتضی تمدن                  |        | ۱۴ مهر ۱۳۸۷    | ۱۷ شهریور ۱۳۹۲ | نهم              | احمدی‌نژاد        | [ ۱۱ ] |
| ۱۴ | مرتضی تمدن                  | دهم    | ۱۴ مهر ۱۳۸۷    | ۱۷ شهریور ۱۳۹۲ |                  | احمدی‌نژاد        |        |
| ۱۵ | سید حسین هاشمی              |        | ۱۷ شهریور ۱۳۹۲ | ۲ مهر ۱۳۹۶     | یازدهم           | روحانی           | [ ۱۲ ] |
| ۱۶ | محمدحسین مقیمی              |        | ۲ مهر ۱۳۹۶     | ۲۶ آبان ۱۳۹۷   | دوازدهم          | روحانی           | [ ۱۳ ] |
| —  | شکرالله حسن‌بیگی سرپرست      |        | ۲۶ آبان ۱۳۹۷   | ۲۱ آذر ۱۳۹۷    | دوازدهم          | روحانی           | [ ۱۴ ] |
| ۱۷ | انوشیروان محسنی بندپی       |        | ۲۱ آذر ۱۳۹۷    | ۱۸ مهر ۱۴۰۰    | دوازدهم          | روحانی           | [ ۱۵ ] |
| ۱۸ | محسن منصوری                 |        | ۱۸ مهر ۱۴۰۰    | ۲۹ آبان ۱۴۰۱   | سیزدهم           | رئیسی            | [ ۱۶ ] |
| ۱۹ | علیرضا فخاری                |        | ۲۹ آبان ۱۴۰۱   | ۲۹ مهر ۱۴۰۳    | سیزدهم           | رئیسی            | [ ۱۷ ] |
| ۲۰ | محمدصادق معتمدیان           |        | ۲۹ مهر ۱۴۰۳    | متصدی          | چهاردهم          | پزشکیان          | [ ۱۸ ] |